# 圣叙尔皮斯德朗德 (大西洋卢瓦尔省)
圣叙尔皮斯德朗德（法語：Saint-Sulpice-des-Landes，法語發音：[sɛ̃ sylpis de lɑ̃d]）是法国大西洋卢瓦尔省的一个旧市镇，位于该省东部偏北，属于沙托布里扬-昂斯尼区。2018年，圣叙尔皮斯德朗德与临近的5个市镇合并为新市镇瓦隆德莱德尔（Vallons de l'Erdre）。

## 地名
“朗德”（Lande）意为“荒地”。

## 地理
圣叙尔皮斯德朗德（47°34'29"N, 1°12'22"W）面积30.78 平方千米，位于法国卢瓦尔河地区大区大西洋卢瓦尔省，该省份为法国西北部沿海省份，位于布列塔尼半岛东南部，北起伊勒-维莱讷省，西北接莫尔比昂省，西临大西洋，南至旺代省，东临曼恩-卢瓦尔省。
与圣叙尔皮斯德朗德接壤的市镇（或旧市镇、城区）包括：拉沙佩勒格兰、弗雷涅、博讷夫尔、大欧韦内、小欧韦内、勒潘、里亚耶、圣马尔拉雅耶。
圣叙尔皮斯德朗德的时区为UTC+01:00、UTC+02:00（夏令时）。

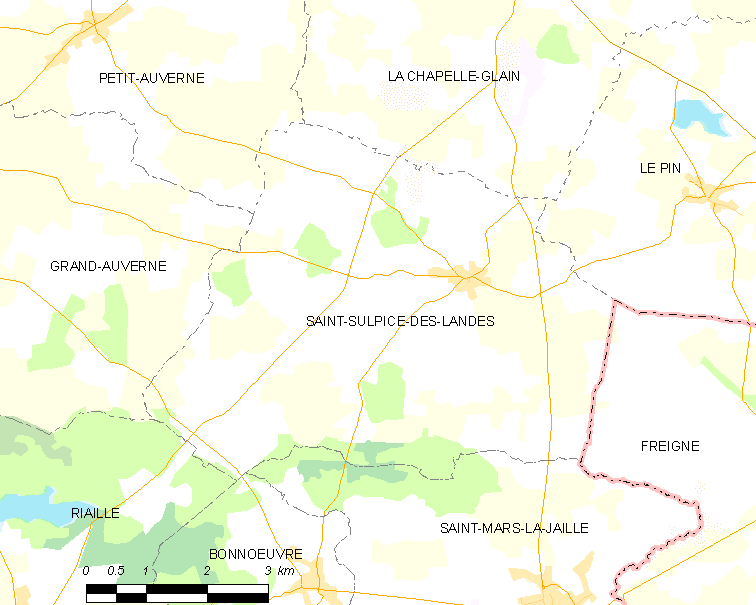
圣叙尔皮斯德朗德的OSM定位图

## 行政
圣叙尔皮斯德朗德的邮政编码为44540，INSEE市镇编码为44191。

## 政治
圣叙尔皮斯德朗德所属的省级选区为昂斯尼-圣热雷翁县。

## 人口

1962-2008年间圣叙尔皮斯德朗德人口变化图示

圣叙尔皮斯德朗德于2018年1月1日时的人口数量为673人。